# Diecezja San José del Guaviare
Diecezja San José del Guaviare (łac. Dioecesis Sancti Iosephi a Guaviare, hisz. Diócesis de San José del Guaviare) – rzymskokatolicka diecezja ze stolicą w San José del Guaviare, w Kolumbii. Jest sufraganią archidiecezji Villavicencio.

## Terytorium
Terytorium diecezji San José del Guaviare pokrywa się ze świeckim departamentem Guaviare. Większość powierzchni zajmują lasy deszczowe.

## Historia
19 stycznia 1989 papież Jan Paweł II bullą Tum novas utile erygował wikariat apostolski San José del Guaviare. Dotychczas wierni z tych terenów należeli do prefektury apostolskiej Mitú (obecnie wikariat apostolski Mitú).
29 października 1999 ten sam papież podniósł wikariat apostolski San José del Guaviare do rangi diecezji.
3 lipca 2004 diecezja San José del Guaviare weszła w skład powstałej w tym dniu metropolii Villavicencio. Dotychczas biskupi San José del Guaviare byli sufraganami arcybiskupów Bogoty.

Mapa diecezji

Położenie diecezji na mapie Kolumbii

## Ordynariusze

### Wikariusz apostolski San José del Guaviare
- Belarmino Correa Yepes MXY (1989 - 1999)

### Biskupi San José del Guaviare
- Belarmino Correa Yepes MXY (1999 - 2006)
- Guillermo Orozco Montoya (2006 - 2010) następnie mianowany biskupem Girardoty
- Francisco Antonio Nieto Súa (2011 - 2015) następnie mianowany biskupem Engativá
- Nelson Jair Cardona Ramírez (2016 -2024) następnie mianowany biskupem Perreira